# Linha Caland (Metro de Roterdão)
A linha Caland é uam das duas linhas do metro de Roterdão, nos Países Baixos. Foi criada em 1982 e recebeu o nome do engenheiro holandês Pieter Caland.
A linha segue em conjunto com a linha Erasmus, separando-se desta na estação de Beurs seguindo até à estação de Capelsebrug. Após esta estação a linha divide-se em dois troços, um vai para De Terp e o outro segue para norte até à estação de Graskruid. Passando essa estação, a linha volta a dividir-se, uma das ramificações segue para Binnenhof. enquanto que a outra vai para Nesselande. A linha que segue desde Capelsebrug tem passagens de nível, pelo que pode ser considerada parte de uma sistema de light rail. Tem actualmente 38 estações e 25 km de comprimento.